# Жорж Милославський
Жорж Милославський (рос. Жорж Милославский (Юрий)) — вигаданий персонаж з кінофільму Іван Васильович змінює професію, кишеньковий і квартирний злодій. Роль Милославського у фільмі виконав Леонід Куравльов.

## Кінофільми
- Іван Васильович змінює професію (1973)
- Старі пісні про головне 3 (1998)

## Опис персонажа
Жоржу Милославському близько тридцяти років. За вдачею своєю він авантюрист. Згідно Михаїлу Булгакову, елегантний, «схожий на артиста» («Блаженство»), «з артистичним голеним обличчям» («Іван Васильович») і видається артистом («Я артист великих і малих театрів. А прізвище моє надто відоме, щоб я вам його називав», через це має злодійське прізвисько «Соліст». Сміливий, дотепний, стильний і екстравагантний, але вся його дотепність підпорядкована корисливому інтересу, який він направляє, в основному, на те, щоб роздобути чергову коштовність. Зазвичай добре одягнений і ходить в елегантних рукавичках. Коли одягнений погано, переодягається в кращий одяг, як це було у Шпака.
Милославський подобається жінкам. Модний образ діяча мистецтв в стильних затемнених окулярах і чорних шкіряних рукавичках покликаний приспати пильність і збити з пантелику законослухняних громадян.
Неодноразово судимий. Останній раз відбував покарання в вигляді позбавлення волі з 26 січня 1970 до 26 січня 1973 року, судячи з усього — за крадіжку.
З професійних якостей можна відзначити майстерність при роботі з відмичкою і зломі замків різної складності. Незважаючи на те, що живе він з коштів, отриманих злочинним шляхом, і державний закон для нього не указ, у фільмі він — справжній патріот і твердо стоїть за територіальну цілісність своєї Батьківщини (на противагу оригінальній п'єсі, де Кемську волость він все-таки віддав шведам).
Примітно, що у Милославського був предок — однофамілець (як він стверджує), причому як раз за часів Івана Грозного. У всякому разі, з діалогу між ним і дяком Посольського наказу Феофаном всі дізнаються про якогось «Ваньку-розбійника» з таким же прізвищем, якого повісили «третього дня … за наказом царя».
В «Старих піснях про головне 3» Жорж Милославський є регентом замість царя, який втік на «Мосфільм».

## Цікаві факти
- Юрій і Жорж — російський і французький варіанти одного і того ж грецького імені Георгій. Юрій — офіційне ім'я, Жорж — прізвисько злодія.